# Platja d'en Malaret
La platja d'en Malaret, o cala Malaret, és una platja urbana del municipi de Begur (Baix Empordà), situada al nucli de Fornells. Té una longitud de 17 m i una amplada mitjana de 10 m, formada per sorra gruixuda, grava i còdols. Està rodejada de cases d'estiueig. Hi havia hagut una font, ara desapareguda.
El 2022 l'Ajuntament de Begur va construir el tram de camí de ronda que uneix el Port des Orats amb la platja d'en Malaret, evitant el pas per propietats privades i donant continuïtat així al recorregut que va de la cala d'Aiguablava fins al port de Fornells.
Sobre la platja hi ha la casa-torre Les Roques, inclosa en l'Inventari del Patrimoni Arquitectònic de Catalunya.